# Hollandse Nieuwe

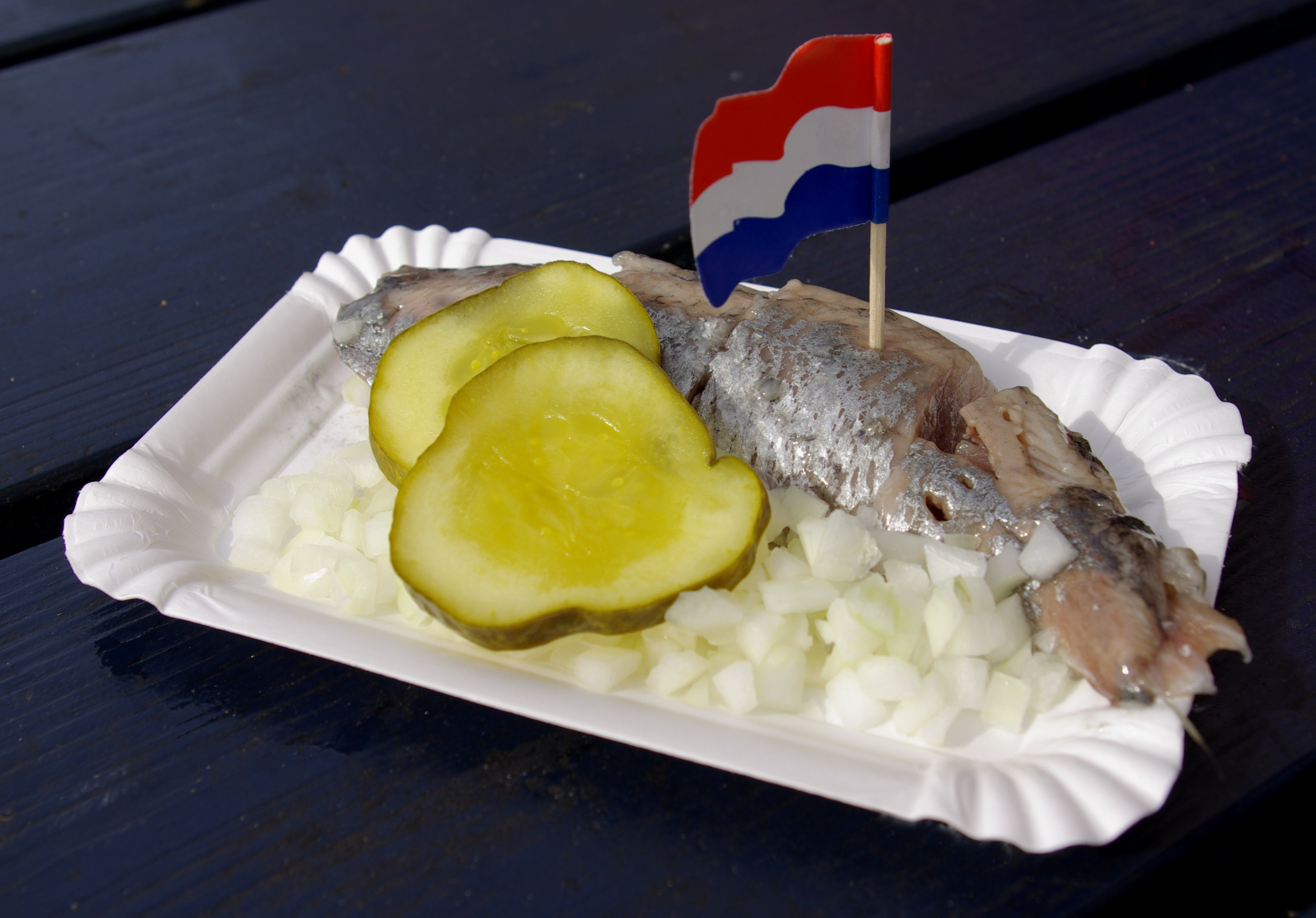

Hollandse Nieuwe – tradycyjna holenderska potrawa, młode śledzie lekko marynowane, spożywane na surowo. Śledzie te są odławiane w okresie od czerwca do sierpnia i są podawane w holenderskich barach i restauracjach jako przekąska. Charakterystyczną cechą kulinarną tych śledzi jest to, że nie zawierają mlecza ani ikry.

## Tradycja
Tradycja spożywania młodych śledzi jest bardzo stara w Holandii i sięga XIV wieku. Holandia jako kraj nadmorski, z dostępem do Morza Północnego, zawsze obfitowała w ryby. Tradycyjnie spożywa się je trzymając za ogon i wkładając do otwartych ust pionowo od góry. Sprzedaż odbywa się na straganach ulicznych gdzie fileter przygotowuje śledzia, czyści go z wnętrzności i skórki oraz odcina nienadające się do spożycia części oprócz ogona. Odbywa się to na specjalnych deskach z otworem do którego są zgarniane niejadalne pozostałości. Deska jest ustawiona na stole, a pod nim pojemnik na odpady. Śledzie podawane są na papierowych tackach z drobno posiekaną cebulką. Następnie śledź jest maczany w cebulce, wkładany do ust i kolejne kęsy są odgryzane. Można też zamówić kanapkę ze śledziem. Jest to miękka, półsłodka bułka rozkrojona na pół, ze śledziem i cebulką, taki śledziowy hot-dog.

## Galeria

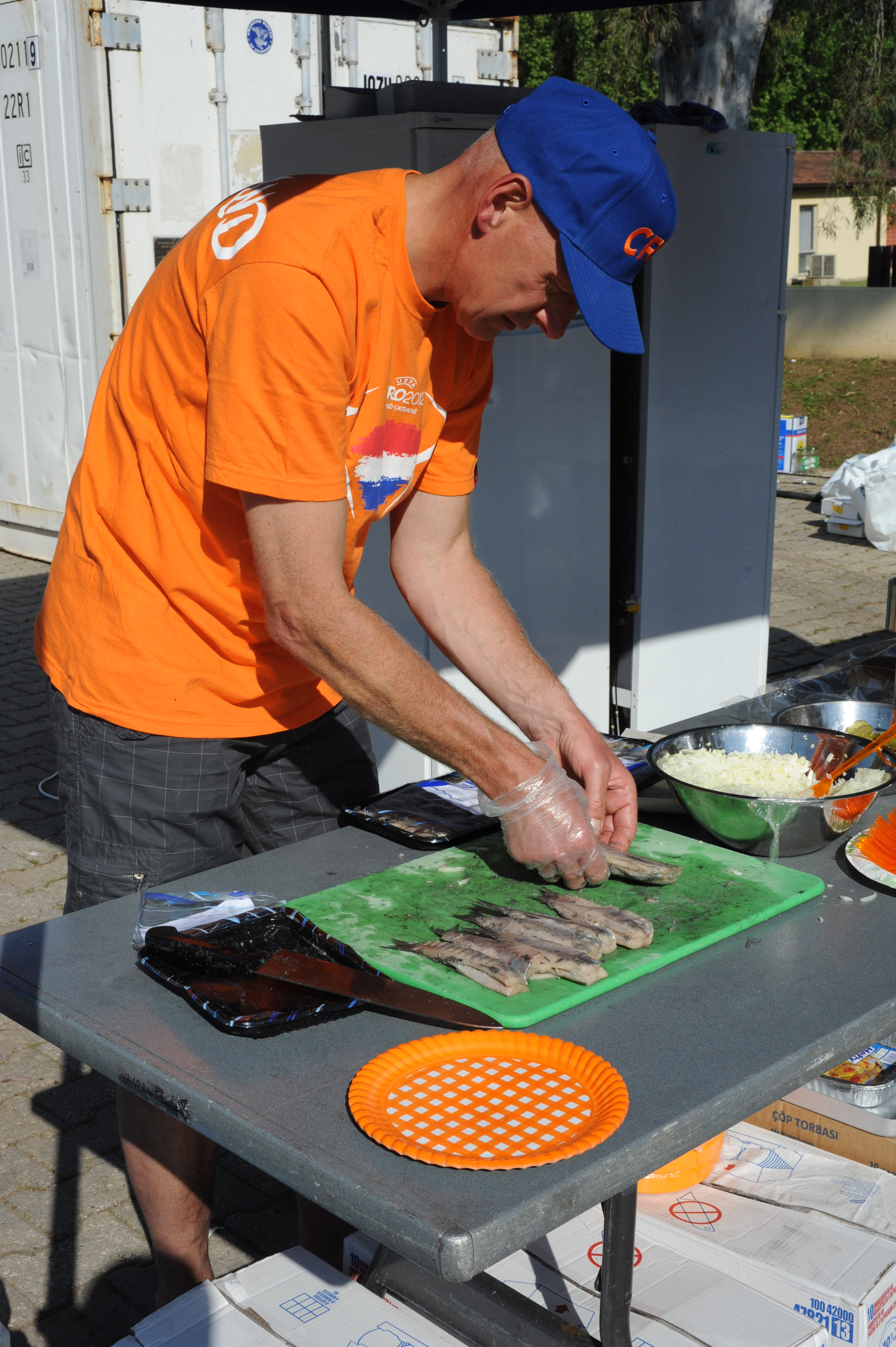
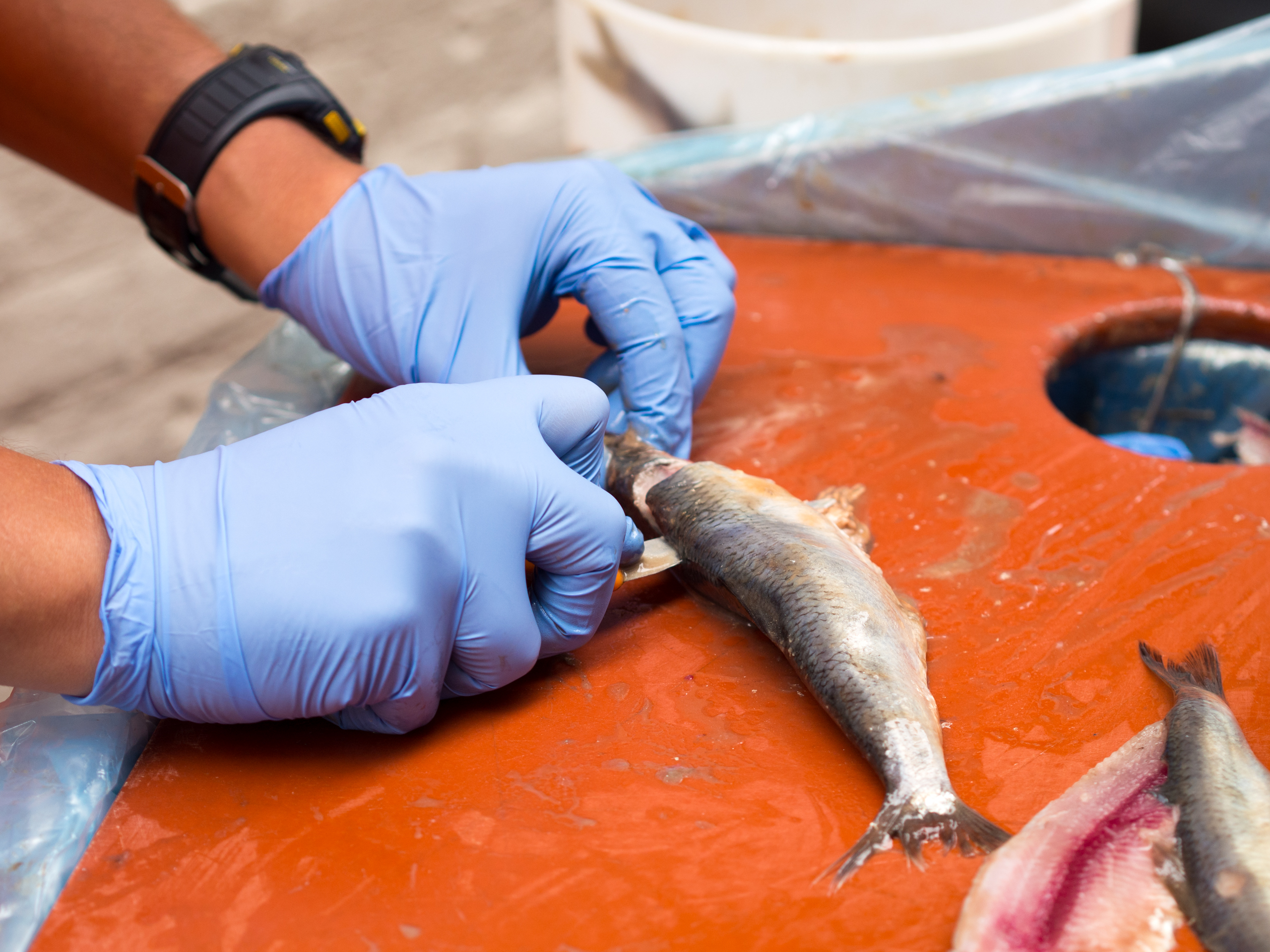
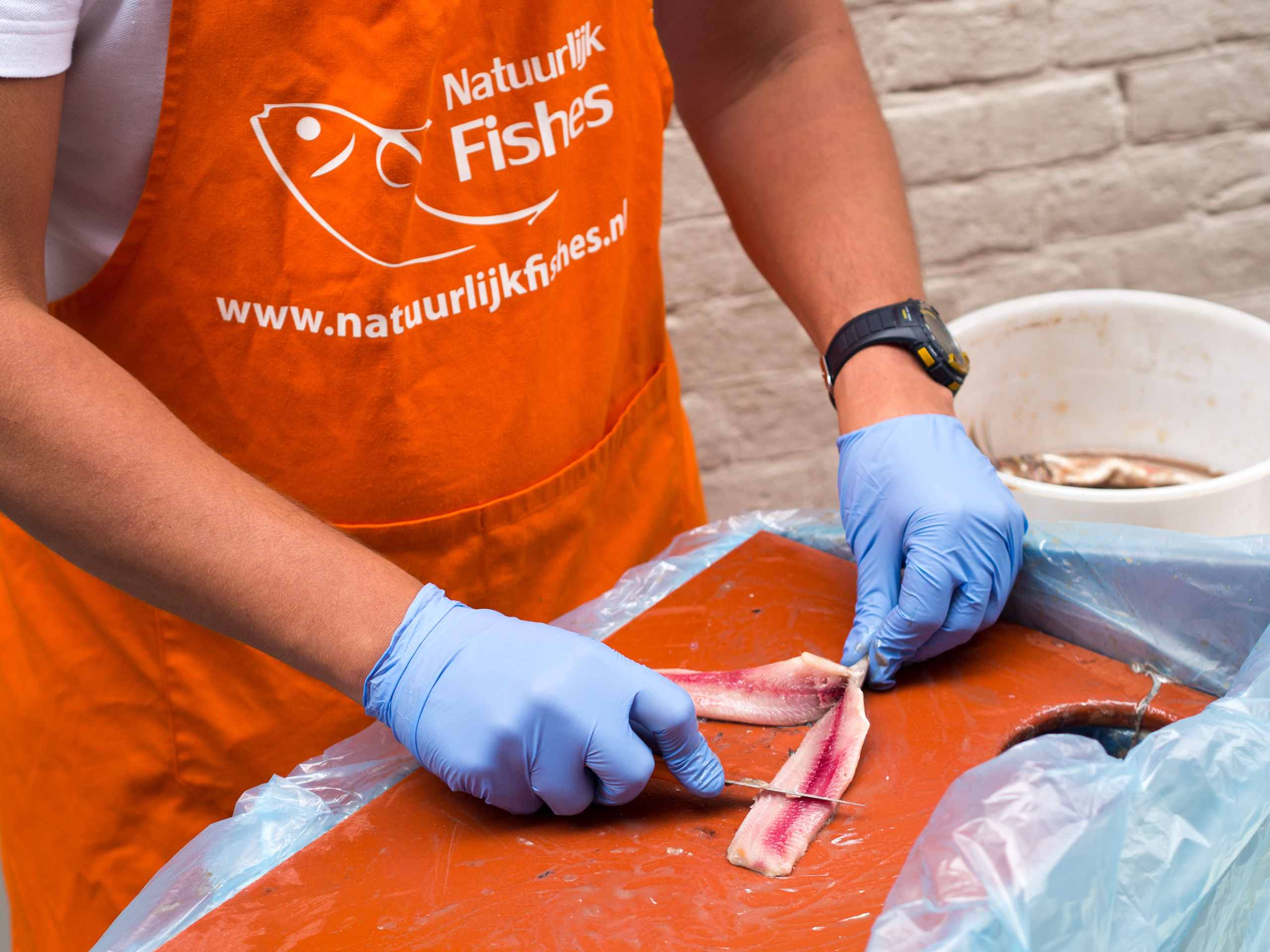
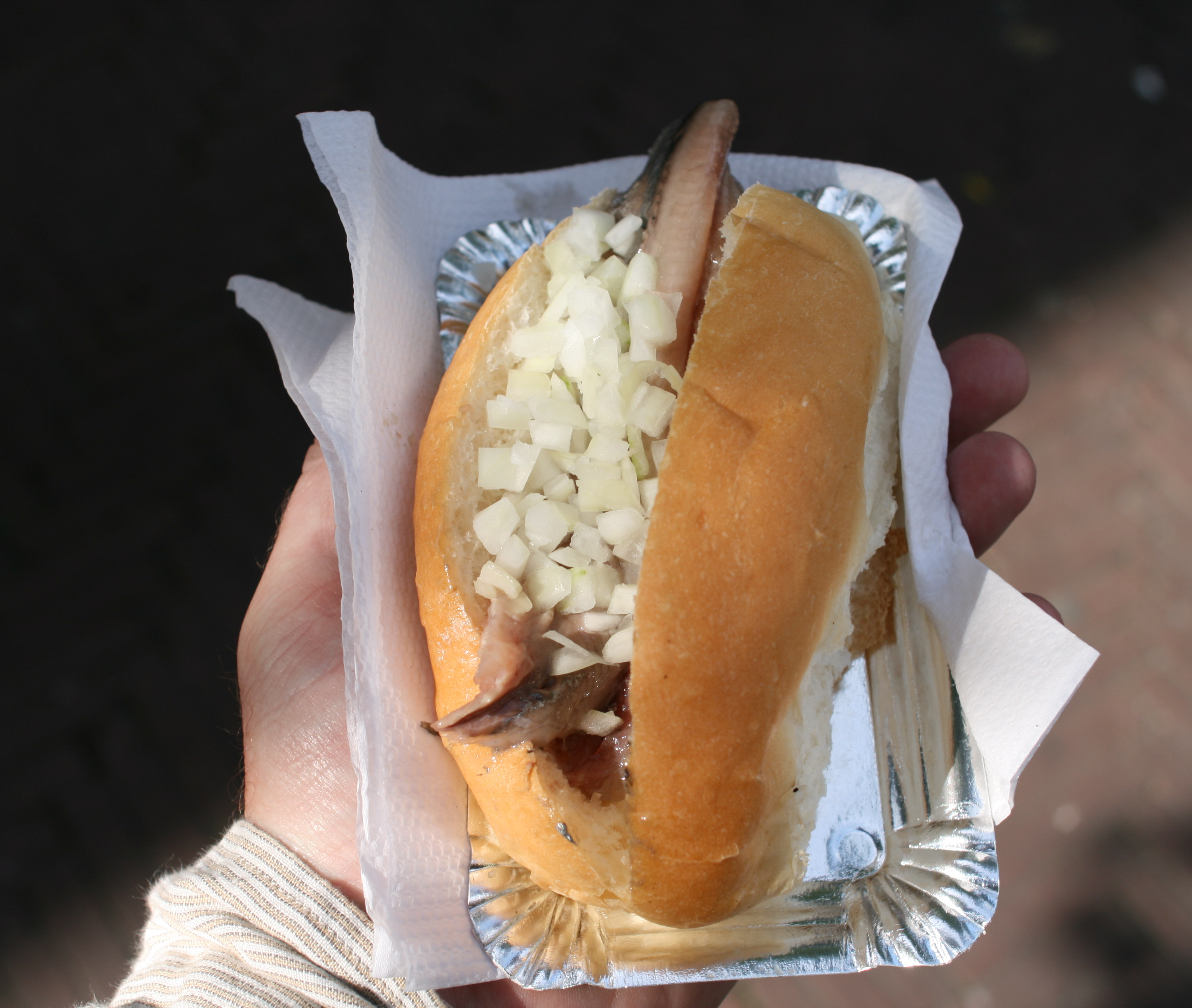
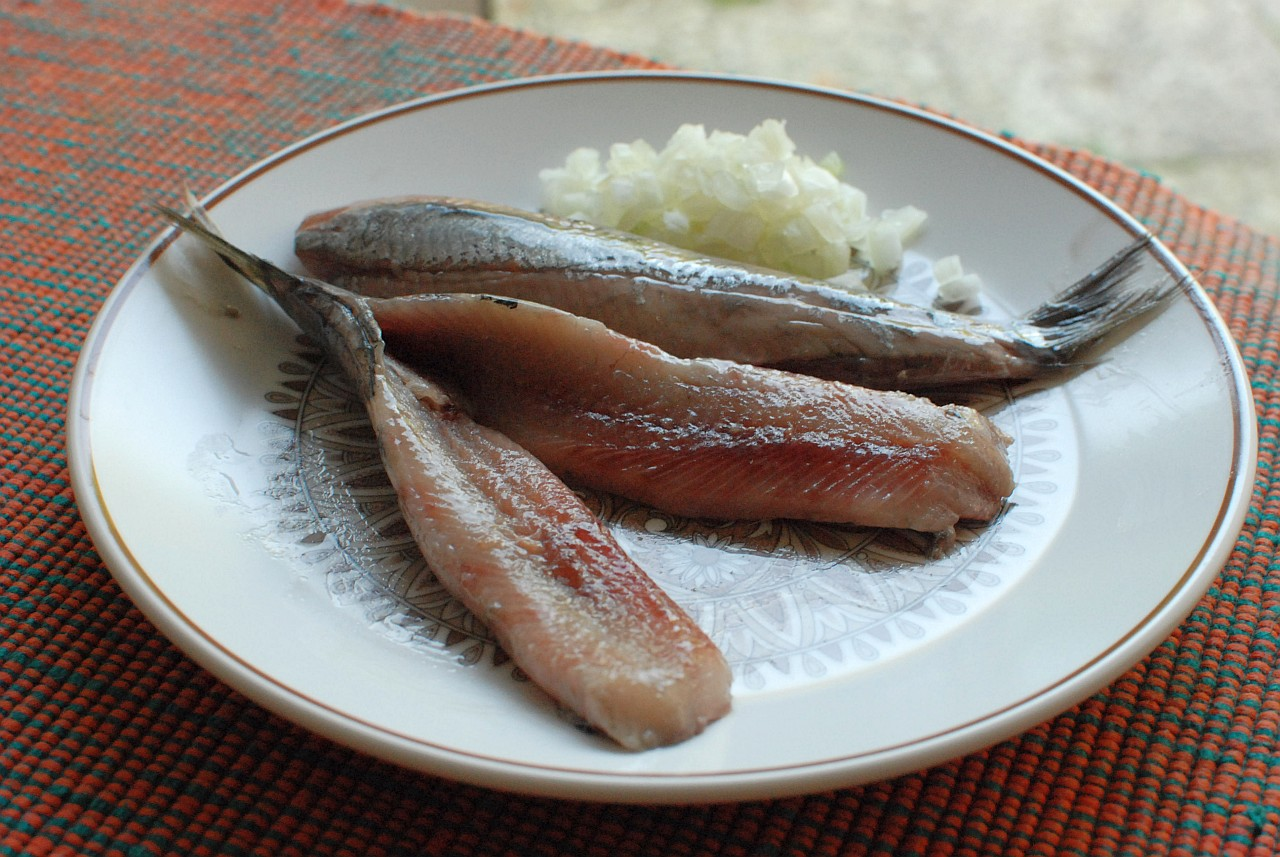
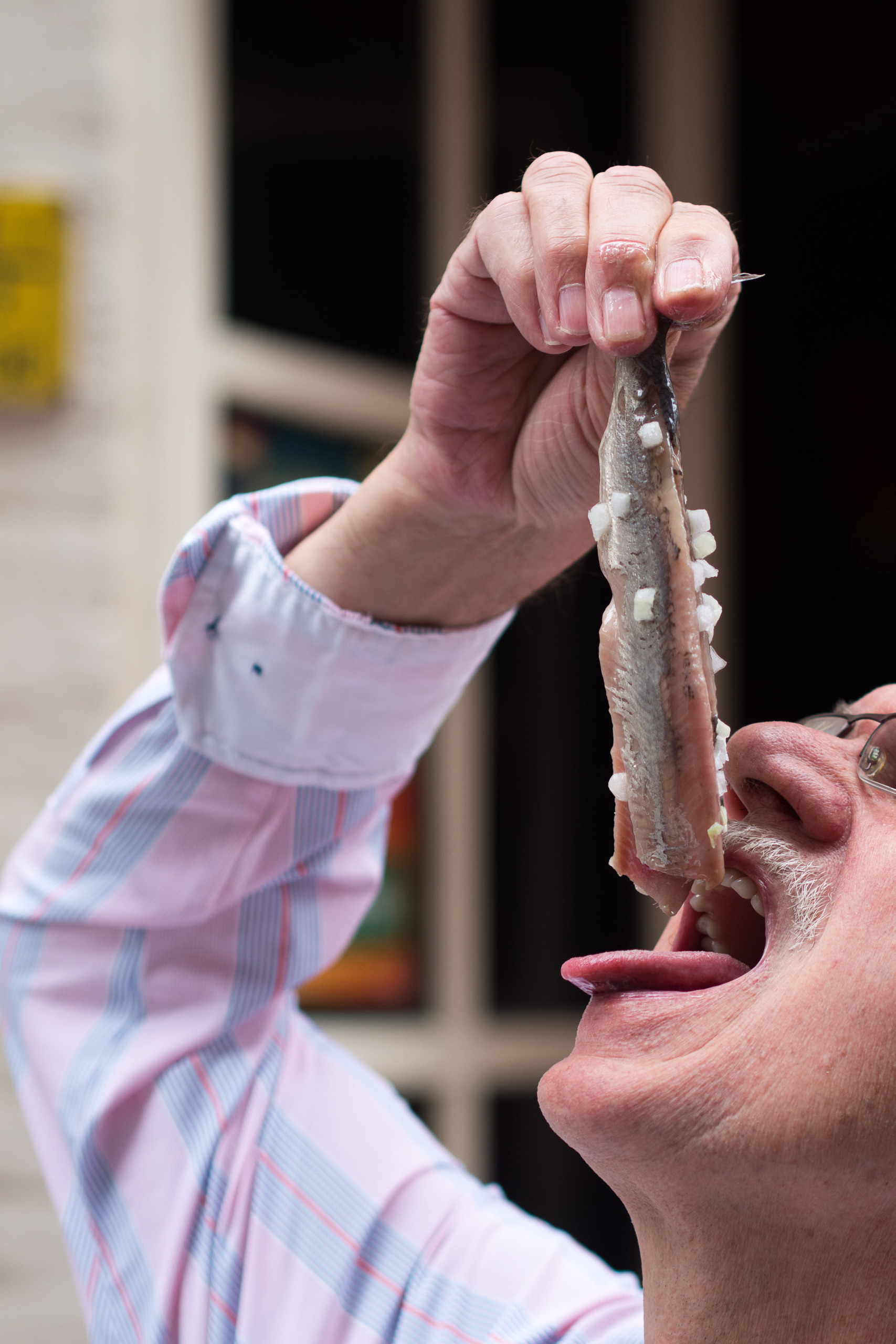